# Mónica Carrillo
Mónica Carrillo Martínez (Elche, 16 de septiembre de 1976) es una presentadora y escritora española. En la actualidad presenta, junto a Matías Prats, el informativo Noticias fin de semana que se emite los fines de semana a las 15:00 y a las 21:00 en Antena 3.

## Biografía
Licenciada en Periodismo por la Universidad Carlos III de Madrid en el año 2000, y Diplomada en Turismo por la Universidad de Alicante, previamente cursó estudios de Arquitectura. Asimismo, estudió 
inglés, francés y 
alemán. En 1998 obtuvo una beca Erasmus en Múnich donde cursó el último año de sus estudios de turismo. 
Su primer contacto con los medios de comunicación le llegó de la mano de la Agencia EFE. Allí formó parte del equipo de EFE-RADIO donde realizó labores de redacción, locución y cobertura de informativos durante más de un año.
En 2014 publicó su primera novela La luz de Candela, que alcanzó su tercera edición en tan solo una semana.
En 2019 mantuvo una relación con la cantante Vanesa Martín quién le escribió la canción "De tus ojos" que hace parte del disco "Todas las mujeres que habitan en mí".

## TVE (2000-2006)
En el verano del año 2000 aterrizó en Televisión Española con una beca. Durante tres meses colaboró en el Área de Nacional de los Telediarios en la primera y la segunda edición. 
Posteriormente formó parte del equipo de periodistas que arrancaron el Gabinete de Seguimiento de Medios del PSOE. 
En julio de 2001 volvió a TVE como redactora del área de economía del canal 24 horas donde también colaboró en el programa Mercados y negocios.
En verano de 2004 se encargó de la redacción y presentación del espacio de información bursátil del Telediario matinal.
En septiembre de 2004 se incorporó al equipo del Diario América, el informativo internacional en lengua española de mayor audiencia. Durante más de dos años participó en la redacción y presentación de este telediario, buque insignia de TVE Internacional.

## Atresmedia (2006-actualidad)

### Antena 3 (2006-actualidad)
Desde diciembre de 2006 forma parte del equipo de Antena 3 Noticias. Durante dos temporadas presentó el informativo matinal Noticias de la mañana junto a Luis Fraga y esporádicamente las Noticias fin de semana. 
En la temporada 2008-2009 pasó a presentar, junto a Matías Prats, el informativo de referencia Noticias 2. El equipo obtuvo el TP de oro al mejor programa informativo.
De ahí saltó a la edición de las 15:00 horas, donde estuvo presentando Noticias 1 durante tres temporadas. Primero, entre 2009 y 2011, junto a Roberto Arce y después, entre 2011 y 2012, junto a Vicente Vallés.
Desde el día 3 de septiembre de 2012, vuelve a presentar Noticias 2 junto a Matías Prats. Desde junio de 2013 se ha convertido en una de las colaboradoras habituales del programa Un lugar llamado mundo que presenta el productor musical Javier Limón en Europa FM donde todos los sábados, a las 17:00 horas, comenta con él la actualidad musical española e internacional en el espacio #MonicavsLimon.
En septiembre de 2014 pasa a editar y presentar junto a Matías Prats Noticias fin de semana de Antena 3. Además de las labores en la redacción de informativos, Mónica Carrillo participa en varias secciones de la web de noticias de Antena 3. En el apartado Detrás de la cámara enseña los entresijos del trabajo en televisión. Asimismo, ha realizado entrevistas a personajes relevantes en la sección En la red de Mónica denominada desde 2014 Fuera de contexto.
Desde agosto de 2016 hasta septiembre de 2017 fue la presentadora sustituta de Noticias 2 en ausencia de Vicente Vallés.
En 2017 recibió el Premio Antena de Oro.
Desde 2019 es la editora Noticias fin de semana en Antena 3

### Onda Cero (2016-actualidad)
Desde septiembre de 2016, Mónica Carrillo ha sido una de las colaboradoras de Juan Ramón Lucas y Carlos Alsina en el programa Más de uno en Onda Cero.

## Televisión

### Como presentadora
- 2004-2006: Diario América, en TVE.
- 2006-2008: Noticias de la mañana, en Antena 3.
- 2008-2009: Noticias 2, en Antena 3.
- 2009-2012: Noticias 1, en Antena 3.
- 2012-2014: Noticias 2, en Antena 3.
- 2014-actualidad: Noticias fin de semana, en Antena 3.
- 2017: En busca de la longevidad, en La Sexta.

### Como invitada
- 2020: Mask Singer: adivina quién canta. Máscara invitada.
- 2023: Mask Singer: adivina quién canta. Invitada, da nuevas pistas de las máscaras.

### Como actriz
| Año  | Serie                                       | Canal               | Personaje                 | Notas       |
| ---- | ------------------------------------------- | ------------------- | ------------------------- | ----------- |
| 2010 | Los hombres de Paco                         | Antena 3            | Presentadora Informativos | 1 episodio  |
| 2011 | Seven: los 7 pecados capitales de provincia | La 1                | Periodista                | TV Movie    |
| 2012 | La hora de José Mota                        | La 1                | Periodista                | 1 episodio  |
| 2020 | Mentiras                                    | Antena 3            | Presentadora Informativos | 1 episodio  |
| 2022 | Dos años y un día                           | Atresplayer Premium | Reportera                 | 2 episodios |

## Radio
- 2013-2014: Un lugar llamado mundo, en Europa FM.
- 2016-actualidad: Más de uno, en Onda Cero.

## Escritora
- La luz de Candela (2014).
- Olvidé decirte quiero (novela, 2016).
- El tiempo todo locura  (microcuentos, 2017).[2]
- La vida desnuda (novela, 2020)
- El viento nos llevará  (microcuentos, 2023).[3]

## Premios
- Premios TP de Oro (2009). Al mejor informativo diario por A3 Noticias 2 (compartido con Matías Prats).[4]
- Antena de Oro (2017).
- Premio Azorín de Novela 2020, por la obra La vida desnuda. El premio ha sido otorgado por la   Diputación de Alicante y Editorial Planeta.[5]